# Tunau
Tunau ist eine Gemeinde im Südwesten Baden-Württembergs. Sie gehört zum Gemeindeverwaltungsverband Schönau im Schwarzwald im Landkreis Lörrach.

## Geografie

### Geografische Lage
Tunau liegt am Rand des Wiesentals im Naturpark Südschwarzwald in 580 bis 1163 Meter Höhe. Der Ort ist über eine Stichstraße, der K 6305, mit Schönau verbunden. Von ihr zweigt eine weitere Straße in Richtung Tiergrüble ab.

### Nachbargemeinden
Die Gemeinde grenzt im Norden an Utzenfeld und ist im Osten, Süden und Westen vom Gebiet der Stadt Schönau im Schwarzwald umschlossen.

### Gemeindegliederung
Zur Gemeinde Tunau gehören das Dorf Tunau, der Weiler Bischmatt und der Zinken Michelrütte.

## Geschichte
Die älteste bekannte Nennung des Ortes datiert von 1352. In einem Berain des Klosters St. Blasien wird der Ort Tunowe genannt. Die Bedeutung des Namens ist ungeklärt. Es wird jedoch davon ausgegangen, dass das Dorf „Im Zuge der Erschließung des hinteren Wiesentales seit dem 10./11.Jh.“ entstanden ist. Der Ort gehörte zur Talvogtei Schönau des Klosters St. Blasien, das die Grundherrschaft und die niedere Gerichtsbarkeit ausübte. Die Landeshoheit lag bis 1806 bei den Habsburgern als Kastvögte des Klosters. Diese verwalteten die Talvogtei durch die vorderösterreichische Kameralherrschaft Grafschaft Hauenstein.
Innerhalb der Talvogtei gehörte Tunau zum auswendigen Tal und dort wiederum zusammen mit Präg, Böllen und Wembach zu einer Grafschaft genannten Geschworenei. 1809 wurde Tunau selbständige Gemeinde und als solche dem badischen Bezirksamt Schönau zugeordnet.

### Die Brandkatastrophe von 1936 und der Wiederaufbau
Am Sonntag, dem 26. April 1936 gegen 13:30 Uhr, setzte ein Tunauer das Doppelhaus, in dem er mit seiner Familie lebte in Brand. Der starke Wind trug das Feuer zu den mit Schindeln und teilweise noch mit Stroh gedeckten und größtenteils aus Holz gebauten Häusern weiter. Innerhalb von zwei Stunden brannten neun Häuser ab, darunter drei Doppelhäuser. Nur die Kapelle, das Rathaus und vier Häuser im Oberdorf blieben verschont. Die obdachlosen Bewohner fanden in den Nachbarorten Zuflucht.
Die Nationalsozialisten unter Gauleiter Robert Wagner organisierten gemeinsam mit dem Bezirksbauamt Schopfheim den Wiederaufbau als „Musterdorf“. Im November 1936 war vom Feuer kaum noch etwas zu sehen. Die Häuser waren fertig und konnten bezogen werden. Auf die Baupläne hatten die Einwohner keinen Einfluss. Schul- und Rathaus waren unter einem Dach errichtet und das Baugelände gegenüber vorher aufgelockert. Im Januar 1937 besuchte Gauleiter Wagner das Dorf und beschwor bei einer groß inszenierten Übergabezeremonie den „Sieg des nationalsozialistischen Aufbauwillens“, wie in einem zeitgenössischen Pressebericht nachzulesen ist.
|  |  |

## Politik
Am 24. September 2017 wurde Dirk Pfeffer mit 68 % der Stimmen zum Bürgermeister gewählt. Pfeffer hatte dieses Amt bereits 2004 bis 2012 und löste nun seinen nicht mehr kandidierenden Nachfolger Klaus Rümmele ab.
Der Gemeinderat in Tunau hat acht Mitglieder. Bei der Kommunalwahl am 9. Juni 2024 wurde der Gemeinderat durch Mehrheitswahl aus einer Einheitsliste gewählt. Er besteht aus den gewählten ehrenamtlichen Gemeinderäten und dem ebenfalls ehrenamtlichen Bürgermeister als Vorsitzendem. Der Bürgermeister ist im Gemeinderat stimmberechtigt. Die Wahlbeteiligung lag bei 83,4 %.
In der Verbandsversammlung des Gemeindeverwaltungsverbandes Schönau im Schwarzwald ist Tunau durch den Bürgermeister und einen weiteren Vertreter präsent. Der weitere Vertreter wird vom Gemeinderat aus seiner Mitte gewählt.

## Wappen
„In Blau drei (2:1) gestürzte goldene Pflugscharen.“ Das Wappen wurde 1903 vom Generallandesarchiv Karlsruhe vorgeschlagen. Zuvor führte die Gemeinde nur ein Schriftsiegel.

## Bildungseinrichtungen
In Tunau gibt es weder Kindergarten noch Schule. Grund- und Hauptschüler besuchen die Schule im nahe gelegenen Schönau im Schwarzwald, dort gibt es auch ein Gymnasium. Die nächstgelegene Realschule befindet sich in Zell im Wiesental.

## Vereine
Überörtliche Bedeutung hat der Schützenverein Tunau 1954 e. V. erlangt.

## Verkehr
Tunau ist über die Kreisstraße 6305 an die Bundesstraße 317 angebunden, die in Tunau endet (Sackgasse). Der Ort ist nicht an den öffentlichen Nahverkehr angeschlossen.